# РК Брсково Мојковац
Рукометни клуб Брсково Мојковац, црногорски је рукометни клуб из Мојковца, који се такмичи у Првој лиги Црне Горе. Једном је освојио титулу првака Црне Горе, два пута је завршио на другом мјесту, док је четири пута играо финале Купа Црне Горе.
Основан је 1965. године као РК Брсково, а угашен је 2004. године. Након распада државне заједнице Србије и Црне Горе, поново је покренут 2006. као РК Мојковац, а 2019. године, реорганизован је као РК Брсково Мојковац. Сезону 2023/24. завршио је на последњем мјесту, без иједног бода.

## Успјеси
| Такмичење                | Такмичење                | Број                     | Година                             |                          |                          |
| Национално првенство - 1 | Национално првенство - 1 | Национално првенство - 1 | Национално првенство - 1           | Национално првенство - 1 | Национално првенство - 1 |
| ------------------------ | ------------------------ | ------------------------ | ---------------------------------- | ------------------------ | ------------------------ |
| Првенство Црне Горе      | Првак                    | 1                        | 2010/11                            |                          |                          |
| Првенство Црне Горе      | Други                    | 2                        | 2011/12, 2012/13                   |                          |                          |
| Национални куп - 0       |                          |                          |                                    |                          |                          |
| Куп Црне Горе            | Побједник                | —                        |                                    |                          |                          |
| Куп Црне Горе            | Финалиста                | 4                        | 2010/11, 2011/12, 2012/13, 2016/17 |                          |                          |

## Учешће у европским такмичењима
Мојковац је три пута учествовао у европским такмичењима, једном у ЕХФ челенџ купу и два пута у ЕХФ лиги Европе:
| Сезона   | Такмичење       | Коло       | Клуб                 | Прва утакмица | Друга утакмица | Укупни резултат |  |  |
| -------- | --------------- | ---------- | -------------------- | ------------- | -------------- | --------------- |  |  |
|          |                 |            |                      |               |                |                 |  |  |
| 2007/08. | ЕХФ челенџ куп  | Треће коло | Бенфика              | 22:46         | 26:44          | 48:90           |  |  |
| 2007/08. | ЕХФ челенџ куп  |            |                      |               |                |                 |  |  |
| 2011/12. | ЕХФ Лига Европе | Друго коло | Црвена звезда        | 24:23         | 21:23          | 45:46           |  |  |
| 2011/12. | ЕХФ Лига Европе |            |                      |               |                |                 |  |  |
| 2012/13. | ЕХФ Лига Европе | Прво коло  | Хаукар Хабнарфјердир | 19:25         | 12:32          | 31:57           |  |  |